# 奥柳斯
奥柳斯，是西班牙加泰罗尼亚莱里达省的一个市镇。 总面积55平方公里，总人口566人（2001年），人口密度10人/平方公里。